# Стаєр
Стаєр — бігун на довгі дистанції.
До програми змагань з легкої атлетики входять забіги на довгі дистанції на 3000 метрів, 5000 метрів, 10 000 метрів, які вважаються стаєрськими дистанціями. Крім того, проводяться забіги на марафонську дистанцію 42 195 метрів.
Стаєрський біг вимагає значної витривалості бігунів.